# دكتور لويجي
دكتور لويجي (بالإنجليزية: Dr. Luigi)‏ ، وتسمى في النسخة اليابانية د. لويجي أند سايكين بوكوميتسو (باليابانية: (Dr. LUIGI & 細菌撲滅) ، هي لعبة فيديو إلكترونية من نوع ألغاز ، أنتجها شركة نينتندو اليابانية سنة 2013م ، وتعمل نظام التشغيل الحصري لجهاز نينتندو وي يو.

## مصدر
1. ↑  Dr. Luigi Coming to Wii U - IGN نسخة محفوظة 20 سبتمبر 2017 على موقع واي باك مشين.

## وصلات خارجية
- Dr. Luigi a la Super Mario Wiki
- Anunci nord-americà (الإنجليزية)
- Anunci europeu (الإسبانية)